# Río Juarez
Der Río Juarez ist ein etwa 91 km langer rechter Nebenfluss des Río Manú in Südost-Peru in der Provinz Manu der Region Madre de Dios. Der Flusslauf liegt im Westen des Distrikts Manu.

## Flusslauf
Der Río Juarez entspringt in einer vorandinen Hügelregion auf einer Höhe von etwa 540 m. Er durchquert das Amazonastiefland in überwiegend östlicher Richtung und mündet schließlich auf einer Höhe von etwa 310 m in den Río Manú.

## Einzugsgebiet
Das Einzugsgebiet des Río Juarez umfasst eine Fläche von etwa 330 km². Es reicht im äußersten Westen bis in eine vorandine Hügelregion und befindet sich innerhalb des Nationalparks Manú. Es grenzt im Süden an das Einzugsgebiet des Río Pinquen, im Nordwesten an das des Río Panagua sowie im Norden an das des oberstrom gelegenen Río Manú.